# Gonnelien Rothenberger
Gonnelien Rothenberger-Gordijn (* 5. Juni 1968 in Weert) ist eine niederländische Dressurreiterin.
Bei den Olympischen Sommerspielen 1996 in Atlanta holte sie auf Dondolo mit der niederländischen Mannschaft zusammen mit ihrem Ehemann Sven hinter der siegreichen deutschen Mannschaft die Silbermedaille.

## Werdegang
Rothenberger-Gordijn ist die Tochter des niederländischen Hengsthalters Adri Gordijn († 2011). Sie begann mit 8 Jahren zu reiten. Bereits mit 11 Jahren wurde sie von dem bekannten Grand Prix-Richter Jan Peeters gefördert. Er ist der Ausbilder ihres Europameisterschaftsponys Baboen. Später wurde Gonnelien von dem ehemaligen niederländischen Bundestrainer Henk van Bergen weitertrainiert. 1989 kam sie nach Deutschland, um bei Conrad Schumacher und Ellen Bontje auf dem Hofgut Neuhof zu trainieren. Bis 2001 haben sich die Eheleute Rothenberger gegenseitig trainiert. Ihre gemeinsamen Kinder Sanneke, Sönke und Semmieke Rothenberger sind inzwischen erfolgreich in die Fußstapfen ihrer Eltern getreten.

## Erfolge
- Olympische Spiele
  - 1996: Silbermedaille Mannschaft auf Dondolo

- Weltmeisterschaften
  - 1998: Bronze mit der Mannschaft auf Dondolo
  - 2002: 5. Platz mit der Mannschaft auf Leonardo da Vinci

- Weltcup
  - 2002: 5. Platz mit Leonardo da Vinci

- Europameisterschaften
  - 1993: 5. Platz Einzel und Bronze Mannschaft auf Ideaal
  - 1997: Silber auf Olympic Bo
  - 2001: Silber in Einzel und mit der Mannschaft auf Olympic Bo

- Niederländische Meisterschaften
  - 1989: 1. Platz
  - 1993: 2. Platz mit Ideaal
  - 1996: 4. Platz mit Olympic Bo
  - 1997: 4. Platz mit Olympic Bo
  - 1998: 4. Platz mit Olympic Bo
  - 2001: 1. Platz mit Jonggor´s Weyden

- Niederländische Indoor Meisterschaften
  - 1996: 2. Platz mit Olympic Bo
  - 2002: 1. Platz mit Barclay II